# Per
För andra betydelser, se Per (olika betydelser).

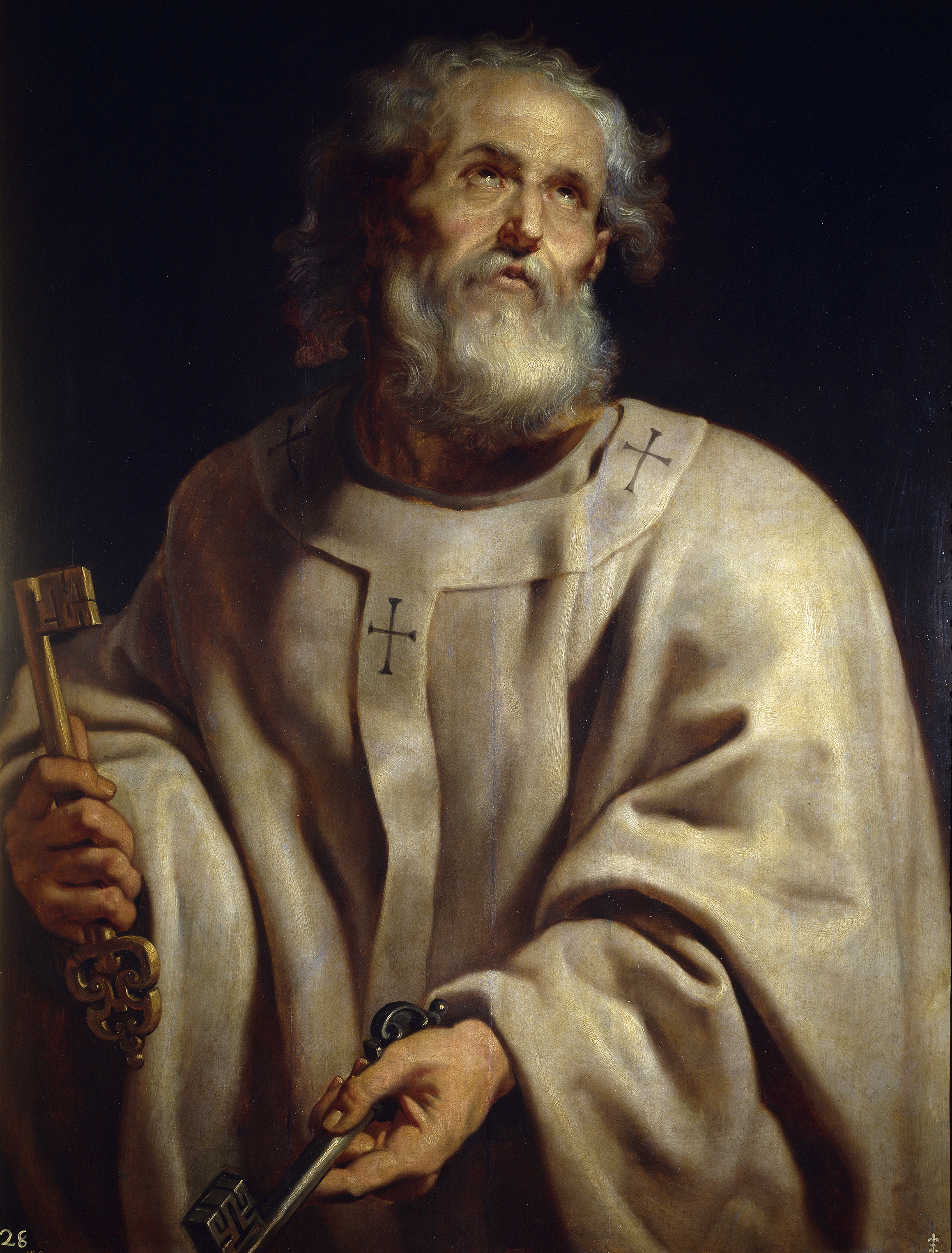
Petrus med pallium och nycklarna till himmelriket. Målning av Rubens.

Mansnamnet Per (Pehr, Pär), är en nordisk kortform av Petrus som är en latinsk form av det grekiska namnet Petros, vilket är en översättning av det arameiska namnet Kefas som betyder klippa. Namnet är även en nordisk kortform av Peder med samma ursprung som Petrus.
Äldsta belägg i Sverige är från år 1428.[källa behövs]
Per är ett mycket vanligt namn i Sverige. Den 31 december 2005 fanns det totalt 175 396 personer folkbokförda i Sverige med namnet Per, varav 70 825 med det som tilltalsnamn/förstanamn. Motsvarande siffror för Pär var 16 344 respektive 8 303. År 2003 fick 121 pojkar namnet, varav två fick det som tilltalsnamn/förstanamn.
I Finland har namnet Per getts åt 3716 män från början av 1899 till slutet av 2015.
Smeknamn till namnet Per är: Pelle, Pekka, Perra, Perka, Perry, Poppe.
Namnsdag: i Sverige 1 augusti. Notera dock att aposteln Petrus, "Sankte Per", firas 29 juni då Peter har namnsdag. I den finlandssvenska namnsdagslängden har Per namnsdag 29 juni sedan starten 1929, då en egen namnsdagskalender togs i bruk för finlandssvenskar. 1929–1949 med stavningen Pär.

## Personer med namnet Pehr/Per/Pär
- Per Ahlmark, 1939–2018, svensk folkpartistisk politiker, partiordförande,  statsråd.
- Per-Olov Ahrén, 1926–2004, svensk biskop
- Pär Arvidsson, född 1960, svensk kappsimmare.
- Pär Fontander, född 1959. Svensk radiopersonlighet
- Per-Johan Axelsson, svensk ishockeyspelare, OS-guld 2006
- Per-Inge Bengtsson, kanotist, OS-silver 1984
- Peo Bengtsson, född 1933, orienteringsledare
- Per Berlin, 1921–2011, brottare, OS-silver 1952, OS-brons 1956
- Per Bill, född 1958, politiker (m), landshövding i Gävleborgs län
- Per-Axel Branner, 1899–1975, svensk skådespelare, regissör och teaterchef
- Per-Olov Brasar, född 1950, svensk ishockeyspelare.
- Per Johan Böklin, 1796–1867, präst och pedagog.
- Per Carlén, född 1960, handbollsspelare och -tränare
- Per Dunsö, född 1949, svensk artist.
- Per Eckerdal, född 1951, svensk biskop.
- Per Eklund, född 1946, svensk rallyförare.
- Per Elofsson, född 1977, svensk längdskidåkare, bragdmedaljör
- Per Engdahl, 1909–1994, grundare av Nysvenska rörelsen.
- Per Enoksson (född 1961), svensk musiker
- Per Enoksson (född 1965), svensk konstnär
- P.O. Enquist, 1934–2020, svensk författare.
- Per-Ola Eriksson, född 1946, svensk centerpartistisk politiker, f.d landshövding i Norrbottens län.
- Per Gunnar Evander, 1933–2022, författare.
- Per Anders Fogelström, 1917–1988, svensk författare.
- Pehr Frigel, 1750–1842, musiklärare och tonsättare.
- Per Fritzell, född 1955, galenskapare
- Per Gahrton, 1943–2023, politiker, sociolog och författare
- Per Gerhard, 1924–2011, teaterregissör och skådespelare
- Per Gessle, född 1959, musiker.
- Per Graffman, född 1962, skådespelare
- Per Gudmundson, folkmusiker
- Per Gudmundson, född 1969, journalist.
- Per Willy Guttormsen, född 1942, norsk tävlingsskrinnare.
- Pehr G. Gyllenhammar, född 1935, företagare.
- Per Haekkerup, 1915–1979, dansk socialdemokratisk politiker och diplomat.
- Per Hallström, 1866–1960, författare och översättare, ledamot av Svenska Akademien
- Per Hansson, född 1944, professor.
- Per Albin Hansson, 1885–1946, politiker (s), statsminister
- Per Herrey, född 1958, artist.
- Per Holmberg (skådespelare), född 1951
- Pär Holmgren, född 1964, meteorolog.
- Per-Olov Härdin, född 1937, svensk ishockeyspelare
- Per Christian Jersild, född 1935, författare.
- Per Johansson (simmare), född 1963.
- Pehr Kalm, 1716–1779, botaniker.
- Per Kaufeldt, 1902–1956, fotbollsspelare.
- Per Kirkeby, 1938–2018, konstnär.
- Per Knuts, född 1938, medeldistanslöpare.
- Pär Lagerkvist, 1891–1974, författare, nobelpristagare.
- Per-Erik Larsson, 1929–2008, längdskidåkare.
- Pehr Henrik Ling, 1776–1839, gymnastikpedagog.
- Per Mertesacker, född 1984, tysk fotbollsspelare.
- Per Ivar Moe, född 1944, norsk tävlingsskrinnare.
- Per Morberg, född 1960, skådespelare och TV-kock.
- Per Myrberg, född 1933, skådespelare.
- Pär Mårts, född 1953, svensk ishockeytränare.
- Pär Nuder, född 1963, socialdemokratisk politiker, statsråd.
- Per Nyström (landshövding), politiker (S), landshövding
- Per Oscarsson, 1927–2010, skådespelare.
- Per Rydén, född 1937, professor.
- Pär Rådström, 1925–1963, svensk författare.
- Per Sandborgh, född 1945, skådespelare.
- Per Schlingmann, född 1970, politiker, f.d. partisekreterare
- Per Pelle Svensson (advokat), 1943–2020, advokat och brottare, OS-silver 1964
- Per-Owe Trollsås, 1933–2000, friidrottare.
- Per Erik Wahlund, 1923–2009, kritiker, författare och översättare
- Per Wahlöö, 1926–1975, författare
- Pehr Wargentin, 1717–1783, svensk astronom och statistiker
- Per Westerberg, född 1951, politiker, f.d. statsråd och talman
- Pär Wiksten, född 1966, musiker.
- Per Wästberg, född 1933, författare.
- Pär Zetterberg, född 1970, fotbollsspelare.
- Per Aabel, 1902–1999, norsk skådespelare.
- Per Åhlin, född 1931, animatör.
- Per Åsbrink, 1912–1994, riksbankschef.

## Fiktiva
- Per Gynt – figur i norska folksagor